# Uichiro Hatta
Uichiro Hatta, és un exfutbolista japonès.

## Selecció japonesa
Uichiro Hatta va disputar 2 partits amb la selecció japonesa.